# John C. Carney

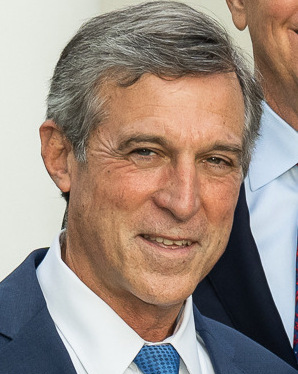
John C. Carney (2021)

John Charles Carney, Jr. (* 20. Mai 1956 in Wilmington, Delaware) ist ein US-amerikanischer Politiker der Demokratischen Partei. Er war von 2017 bis 2025 Gouverneur des Bundesstaates Delaware. Der frühere Vizegouverneur seines Bundesstaates war von 2011 bis 2017 Mitglied des US-Repräsentantenhauses für Delaware. Seit 2025 ist Carney Bürgermeister seiner Heimatstadt Wilmington.

## Biografie
Nach dem Besuch der St. Mark’s High School in Wilmington studierte er am Dartmouth College bis zum Abschluss 1978. Ein daran anschließendes postgraduales Studium an der University of Delaware beendete er mit einem Master of Public Administration (MPA). Später wurde er Mitarbeiter im Stab des langjährigen demokratischen Senators aus Delaware, Joe Biden, und unterstützte diesen auch 1988 bei seiner Kandidatur in der Vorwahl der Demokraten bei der Präsidentschaftswahl 1988.
Beruflich und politisch machte Carney in Delaware Karriere, wo er zunächst stellvertretender Verwaltungsdirektor des New Castle County war. Später wurde er stellvertretender Stabschef von Gouverneur Tom Carper, ehe er zuletzt bis 2001 Finanzminister (State Secretary of Finance) in der dortigen Staatsregierung war. 2001 wurde er schließlich Vizegouverneur als Nachfolger von Ruth Ann Minner, die Carpers Nachfolgerin als Gouverneur von Delaware wurde. Während seiner Amtszeit als Vizegouverneur war er zugleich auch Präsident des Senats von Delaware und initiierte mit der „Lt. Governor’s Challenge“ ein staatsweites Programm zur Verbesserung der körperlichen Fitness der Einwohner.
2008 bewarb er sich um die Aufstellung als Kandidat der Demokraten bei den Gouverneurswahlen am 4. November 2008, unterlag aber nach einem knappen Vorwahlrennen dem anschließend zum Gouverneur gewählten Jack Markell. Nach seinem Ausscheiden als Vizegouverneur im Januar 2009 wurde er Präsident und Chief Executive Officer (CEO) des Unternehmens Transformative Technologies. Daneben war er sowohl Vorstandsmitglied der Special-Olympics-Organisation als auch des Christlichen Vereins Junger Menschen in Delaware.
Bei der Wahl zum US-Repräsentantenhaus am 2. November 2010 wurde er als demokratischer Kandidat zum Abgeordneten des einzigen Kongresswahlbezirks von Delaware gewählt, wobei er sich gegen Glen Urquhart durchsetzte. Er wurde damit am 3. Januar 2011 Nachfolger des Republikaners Michael Castle, der sich vergeblich um die republikanische Nominierung für die Wahl zum US-Senat beworben hatte. Carney ist damit einer von nur drei Demokraten, die bei dieser Wahl in einem zuvor von den Republikanern gehaltenen Distrikt siegreich waren; dies gelang außerdem Colleen Hanabusa (Hawaii) und Cedric Richmond (Louisiana). In seinem Wahlkampf trat Carney für die Unterstützung von weiteren Gesundheitsprogrammen, Initiativen für erneuerbare Energien und eine Erneuerung der US-amerikanischen Industrie ein.
Im September 2015 kündigte Carney an, sich bei der Gouverneurswahl im November 2016 um die Nachfolge Markells bewerben zu wollen, der wegen Amtszeitbegrenzung nicht wieder antrat. Er habe sich dazu erst nach dem Tod Beau Bidens entschlossen, der selbst eine Kandidatur geplant hatte. Beau Bidens Vater, US-Vizepräsident Joe Biden, und die amtierenden US-Senatoren sowie der frühere Konkurrent, Gouverneur Markell, unterstützten Carney. Carney sicherte Hillary Clinton Ende Oktober 2015 seine Unterstützung bei ihrer Kandidatur für die US-Präsidentschaft 2016 zu, kurz nachdem sein Förderer Joe Biden selbst anzutreten abgesagt hatte.
Am 8. November 2016 gewann Carney die Gouverneurswahlen in Delaware gegen den Republikaner Colin Bonini. Er trat sein neues Amt am 17. Januar 2017 an. Im November 2020 wurde er gegen Julianne Murray im Amt bestätigt.
Zur Gouverneurswahl 2024 konnte Carney wegen der Beschränkung auf zwei Amtszeiten nicht erneut antreten. Er kandidierte stattdessen für das Bürgermeisteramt in Wilmington, der größten Stadt von Delaware, und wurde als Nachfolger von Mike Purzycki in dieses Amt gewählt. Daher trat er am 7. Januar 2025 zwei Wochen vor Ende seiner Amtszeit zurück, um seine Position als Bürgermeister anzutreten. Bis zum Amtsantritt seines gewählten Nachfolgers Matt Meyer übernahm seine Stellvertreterin Bethany Hall-Long übergangsweise das Gouverneursamt.